# Caduciella
Caduciella là một chi rêu trong họ Leptodontaceae.